# Bawootalua
Bawootalua is een bestuurslaag in het regentschap Nias Selatan van de provincie Noord-Sumatra, Indonesië. Bawootalua telt 1841 inwoners (volkstelling 2010).